# 邓村村
邓村村是中华人民共和国广东省广州市从化区太平镇所辖的一个行政村。村委会设在邓村，位于神岗圩北面约4千米。1958年人民公社化时成立邓村大队，因驻在邓村而得名。1967年文化大革命时更名红卫大队，1974年复名。1983年12月并入元洲岗乡，1987年1月分出改称村。辖1条自然村（邓村）。1998年时，全村共有216户，人口928人。